# Menemerus marginatus
Menemerus marginatus là một loài nhện trong họ Salticidae.
Loài này thuộc chi Menemerus. Menemerus marginatus được Kroneberg miêu tả năm 1875.